# Andreas Ekman Duse
Andreas Ekman-Duse, född 1945, är en svensk diplomat och ämbetsman som 2005-2012 var generaldirektör för Inspektionen för strategiska produkter (ISP). 
Efter civilekonomexamen 1970 anställdes Andreas Ekman Duse på utrikesdepartementet. Han var därefter posterad i Paris, Kinshasa, London, Dar-es-Salaam och Tokyo. 1989 utsågs Andreas Ekman Duse till departementsråd och chef för den enhet på UD som ansvarade för Sveriges ekonomiska förbindelser med Central- och Östeuropa, Nordamerika, Japan, Australien och Nya Zeeland. 1993-98 var Andreas Ekman Duse minister vid Sveriges ambassad i Washington och 1998-2003 generalkonsul i Los Angeles. 2003 utsågs Ekman Duse till ambassadör i Utrikesdepartementet. 2005 förordnades Ekman-Duse till Generaldirektör för Inspektionen för strategiska produkter (ISP).
1992 utsågs Andreas Ekman-Duse till chefsförhandlare för Sveriges frihandelsavtal med Estland, Lettland och Litauen. 2004-5 var han också chefsförhandlare för ett samarbetsavtal Sverige - Thailand.